# 庫皮涅 (舍佩蒂夫卡區)
50°13′22″N 27°13′55″E / 50.22278°N 27.23194°E
庫皮涅（烏克蘭語：Купине），是烏克蘭的村落，位於該國西部赫梅利尼茨基州，由舍佩蒂夫卡區負責管轄，始建於1438年，面積35平方公里，海拔高度255米，2001年人口100，人口密度每平方公里2,857.1人。